# モーガン・バークリー
モーガン・ガードナー・バークリー（Morgan Gardner Bulkeley, 1837年12月26日 - 1922年11月6日）は、アメリカ合衆国の政治家、プロ野球の球団経営者。コネチカット州イーストハダム生まれ。メジャーリーグベースボールのナショナルリーグ初代会長。

## 来歴・人物
ハートフォードの公立高校を卒業後、バークリーは1852年にブルックリンで叔父が経営していた H.P.モーガン社に入社する。ほどなくして勃発した南北戦争の際従軍し一時会社を離れるが、戦後に復職。1872年に父親の死をきっかけにハートフォードに戻り、地元で銀行 (United States Bank of Hartford) を創業、初代の頭取となる。
1874年、バークリーは地元ハートフォードに「ハートフォード・ダークブルース」というプロ野球のチームを組織し、当時のプロ野球リーグであるナショナル・アソシエーションに加盟する。チームの中心には後にアメリカ野球殿堂入りした投手、キャンディ・カミングスと、選手兼任監督としてボブ・ファーガソンを据える。しかし当時飲酒や賭けが横行していたリーグはほどなく解体してしまう。バークリーは解体したナショナル・アソシエーションに代わる新たなプロ野球リーグの創立に奔走、1876年にナショナルリーグが設立された際、その初代会長に就任した。会長職を務めたのはわずか1年で、翌年にはウィリアム・ハルバートにその職を譲るが、その間球場での飲酒や賭けの禁止、あるいは日曜日に試合を組まないなどの基本的なリーグの運営方針を打ち出した。
その後バークリーは1880年からハートフォード市の市長職をつとめ、コネチカット州知事を経て1905年から1911年までアメリカ上院議員などを務めている。
1922年にハートフォードにて死去。死後アメリカ野球殿堂が設立され、1937年にアメリカン、ナショナル両リーグの初代会長は揃って殿堂入り表彰された。